# Рытвино
Рытвино — посёлок в Троицком районе Челябинской области. Входит в состав Шантаринского сельского поселения.

## География
Расположен в юго-восточной части района, близ границы с Республикой Казахстан, на берегу реки Уй. Рельеф — равнина.  Ландшафт — лесостепь.  Поселок связано грунтовыми и шоссе дорогами с соседними населенными пунктами. Расстояние до районного центра (Троицк) 43 км.
Улицы
- Песчаная улица
- Степная улица

## Население
| 2002 | 2010 |
| ---- | ---- |
| 155  | ↘12  |

(в 1929 — 295, в 1940 — 281, в 1959 — 232, в 1970 — 307, в 1983 — 131, в 1995 — 156)

## История
Поселок основан в начале 20 века. 
В 1929 жители организовали колхоз (с 1935 — им. Куйбышева).
В 1954 колхоз вошел на правах отделения в состав колхоза «Большевик», в 1987 — в состав совхоза «Шантаринский».
С 1992 на территории поселка размещалось отделение СХПП «Шантарино» (с 2001 — ОАО «Шантарино»).

## Курган
Рытвино-1, одиночный курган, археологический памятник. Расположен в 2,5 км к северо-востоку от посёлка, на вершине (40 м над урезом воды) левом коренном берегу реки Уй (в 0,8 км к северу от русла). В 2,5 км к юго-востоку от кургана — устье реки Каракульки, впадающей в  Уй. 
В центре памятника — яма (1,9×0,8 м, глуб. 1 м). Курган (диаметр земляной насыпи 40 м, выс. 3 м) опоясан рвом (шир. 4 м, глуб. 0,3 м) и валом (шир. 5 м, выс. 0,3 м). С южной стороны вал размыкается, образуя проход (шир. 4,5 м). 
Поверхность кургана распахивается. На вершине имеются остатки геодезия. знака.
Памятник упоминался в исследованиях  И. А. Кастанье, изучен Д. В. Нелиным (1994). Датирован ранним железным веком.